# Koloko
Koloko è un dipartimento del Burkina Faso classificato come comune, situato nella provincia di Kénédougou, facente parte della Regione degli Alti Bacini.
Il dipartimento si compone del capoluogo e di altri 18 villaggi: Banakoro, Chokoro, Dialakoro, Dobougou, Fama, Gnadia, Imatoro, Kartasso, Kokouna, Nafanasso, Natindougou, Nigolo, Sifarasso, Sintasso, Sokoroni, Songolo, Zanibougou e Zitonosso.